# Манчаж
Манча́ж (рос. Манчаж) — село у складі Артинського міського округу Свердловської області.
Населення — 1675 осіб (2010, 1937 у 2002).
Національний склад станом на 2002 рік: росіяни — 85 %.